# VirusTotal
VirusTotal – serwis internetowy umożliwiający skanowanie poszczególnych plików i przedstawienie wyników pozwalających stwierdzić ewentualną infekcję szkodliwym oprogramowaniem. Serwis analizuje wysłany plik jednocześnie za pomocą 85 skanerów antywirusowych, a co za tym idzie, wyświetla bardziej wiarygodne wyniki niż tradycyjne oprogramowanie antywirusowe. Zastosowanie takiej liczby skanerów umożliwia również wyeliminowanie ewentualnych fałszywych alarmów. Skanowanie można przeprowadzić zarówno na stronie internetowej, jak i za pośrednictwem poczty elektronicznej.
VirusTotal został wybrany przez PC World jako jeden ze stu najlepszych produktów w 2007 roku.
10 września 2012 serwis został wykupiony przez amerykańskie przedsiębiorstwo Google.

## Cechy
- Ze względu na internetowy charakter usługi, pliki muszą być skanowane na żądanie, powodując opóźnienia (kolejkę) w godzinach szczytu. Na stronie są aktualizowane ciągle wykresy obciążenia serwisu oraz ostatnio wykryte przez serwis wirusy[4].
- Maksymalny rozmiar skanowanego pliku wynosi 650 MB.
- VirusTotal nie może zastąpić programu antywirusowego zainstalowanego na komputerze, ponieważ skanuje tylko pojedyncze pliki na życzenie oraz nie zapewnia stałej ochrony systemu użytkownika.
- Usługa VirusTotal dostępna jest jako aplikacja systemu Windows lub rozszerzenie dla przeglądarki internetowej Google Chrome, Firefox i Internet Explorer.
- Strona VirusTotal dostępna jest w kilkunastu językach, w tym również po polsku.

VirusTotal stworzył własny system przesyłania plików, który umożliwia użytkownikom wysyłanie plików bezpośrednio z systemu za pomocą menu kontekstowego, w celu skanowania pod kątem szkodliwego oprogramowania.
Przesyłane pliki nie mogą być plikami poufnymi, ponieważ są później udostępniane użytkownikom płacącym za specjalny pakiet premium o nazwie „Intelligence”. Usługa VirusTotal jest zatem darmowa, ale sprzedawane są przesłane do skanowania pliki użytkowników.